# Novio por una Noche
Good Luck Chuck (en España e Hispanoamérica "Novio por una Noche") es una película de 2007 protagonizada por Dane Cook y Jessica Alba. La película se estrenó en cines el 21 de septiembre de 2007.

## Sinopsis
Charlie (Dane Cook) sufrió cuando era pequeño una maldición que ahora se ha convertido para algunas en un "don". Después de acostarse con una mujer, esta siempre encuentra a su amor verdadero en el siguiente hombre y se casa con él. Así Charlie, al que llaman "Lucky Chuck", es solicitado por multitud de mujeres solteras. Pero cuando Charlie encuentra a la mujer con quien él sueña, Cam (Jessica Alba), tendrá un "pequeño problema": no puede acostarse con ella porque si lo hace ella encontrará a otro hombre y la perderá.

## Elenco
- Dane Cook (Connor Price, joven) como Dr. Charlie Logan
- Jessica Alba como Cam Wexler.
- Dan Fogler (Troy Gentile, joven) como Dr. Stuart Klaminsky
- Chelan Simmons como Carol.
- Lonny Ross como Joe Wexler.
- Ellia English como Reba.
- Annie Wood como Lara.
- Jodie Stewart como Eleanor Skepple.
- Michelle Harrison (Sasha Pieterse, joven) como Anisha Carpenter.
- Jodelle Micah Ferland como Lila Carpenter.
- Crystal Lowe como Amiga de Cam
- Lindsay Maxwell como McTitty.